# Skin in the game (bok)
Skin in the game är en populärvetenskaplig bok av Nassim Nicholas Taleb som publicerades 2018. Den svenska översättningen har undertiteln Vikten av delad risk. Boken nådde förstaplatsen på New York Times bästsäljande lista i april 2018.
Boken är en uppgörelse med ansvar och maktutövning på 2000-talet. Taleb argumenterar i boken för att mycket av samtidens maktutövning präglas av ett bristande ansvarsutkrävande. Han menar att det ur ett samhällsperspektiv är mer effektivt att förstärka kopplingen mellan maktutövning och ansvar än att införa omfattande lagstiftning, såsom den omfattande reglering av de finansiella marknaderna, däribland banker, som följde på finanskrisen 2007-2008. Bara den som har något att förlora – skin in the game – kan på riktigt förstå konsekvenserna av sina beslut.

## Mottagande
The Economist liknande läsningen av Talebs bok med att vara fången i en taxi med en elak taxichaufför med mycket starka åsikter. The Times beskrev boken som till största del övertygande. Världsbankens före detta chefsekonom Branko Milanović skrev att Taleb lyckas omvandla observationer av statistiska fördelningar till etik. Detta gör honom till en av samtidens största tänkare.